# Konstantin Shumov
Konstantin Shumov (in russo Константин Евгеньевич Шумов?, Konstantin Evgen'evič Šumov; Mosca, 15 febbraio 1985) è un pallavolista russo naturalizzato finlandese.
Gioca nel ruolo di centrale nel Rennes Volley 35.

## Palmarès

### Club
- Supercoppa italiana: 1

2014

### Premi individuali
- 2010 - Serie A1: Miglior muro[1]